# Cicindela purpurea
Cicindela purpurea är en skalbaggsart som beskrevs av Olivier 1790. Cicindela purpurea ingår i släktet Cicindela och familjen jordlöpare.

## Underarter
Arten delas in i följande underarter:
- C. p. audubonii
- C. p. cimarrona
- C. p. hatchi
- C. p. lauta
- C. p. purpurea